# ANTI-
ANTI- är ett skivbolag som bildades 1999 och är systerbolag till Epitaph Records. ANTI- inriktar sig på ett brett utbud av genrer, till exempel hiphop (Blackalicious), reggae (Buju Banton), country (Merle Haggard) och indierock (Elliott Smith). ANTI- blev känt när det 1999 släppte Tom Waits album Mule Variations.

## Artister
- Antibalas
- A Girl Called Eddy
- Bettye LaVette
- Billy Bragg
- Blackalicious
- Bob Mould
- Buju Banton
- Daniel Lanois
- Danny Cohen
- Eddie Izzard
- Greg Graffin
- Islands [1]
- Joe Henry
- Jolie Holland
- Man Man
- Marianne Faithfull
- Michael Franti
- Merle Haggard
- Neko Case
- Nick Cave and the Bad Seeds
- Pete Philly & Perquisite
- Porter Wagoner
- Ramblin' Jack Elliott
- The Robocop Kraus
- Sierra Leone Refugee All Stars
- Sol.iLLaquists of Sound
- Solomon Burke
- Spoon (Endast i Europa)
- Mavis Staples
- The Frames
- The Locust
- Tim Fite
- Tom Waits
- Tricky[2]
- Xavier Rudd